# 小鬼
小鬼或鬼仔是東南亞民俗傳說中的嬰兒不死生物。它出現在印度尼西亞、汶萊、馬來西亞、泰國和新加坡的神話中，作為薩滿（老君或Bomoh）使用黑魔法時的助手而被召喚。

## 名稱
小鬼在各個地區中以不同的名稱而為人所知。爪哇語中把小鬼稱作tuyul，高棉語中稱為cohen kroh，閩南語中稱作鬼孩。在泰文中，男孩被稱為koman-tang，女孩被稱為koman-lay。在菲律賓神話中，有著類似的生物Tiyanak。

## 外表
在傳統中，小鬼被描述成和一名近乎全裸的幼兒無異。現代經常會賦予它們綠色或灰色的皮膚、尖耳以及灰暗的雙瞳等等，類似哥布林的特徵。

## 任務
在古代的地方傳說中，人們為了竊盜、破壞和其他小犯罪而飼養小鬼。透過特殊的儀式，小鬼可以變得非常強大，足以殺人。毫無來由一夕致富的人，也許會被懷疑養了小鬼。小鬼被儲藏在一個罐子或甕裡，並且隱藏在黑暗的地點，直到需要之時。
在契約結束時會發生什麼並不是很明確。也許牌位會連帶著甕被埋在墓地中（透過相關的儀式），然後靈體便能夠因此安息。另外一個方法是把它們送到海中。如果沒有正確地處理，小鬼會在家族中世世代代傳承。
然而，它還是可以被持有者或薩滿（Bomoh）釋放，回到自由。沒有了主人之後，它會在叢林中徘徊，或在不打擾居住者的狀況下，前往家庭中作為觀察者。在一則秘聞中，小鬼被認為喜歡偷窺人們的日常生活，除了偶爾會因為玩弄在家中發現的玩具而打擾到人。簡而言之，沒有主人的小鬼毫無危害，但是它在不擇手段之人的命令下可以變成一種犯罪，或是禍害。

## 鬼孩
鬼孩是中國版本的小鬼。它們是由流產或墮胎的胎兒所製成。法師會拿走這些小屍體並切下他們的頭，一旦頭部收集完畢，它們會被曬乾並料理以取得它們的屍油，同時會雕刻其他屍體的骨頭以取代身體。人們在能夠取得一名鬼孩之前必須特別訂購。
如果這名胎兒是五個月大，他們會雕刻胎兒自己的骨頭以作為身體的替代物，在這種例子中它們會被認為更加強大。不同的鬼孩有不同的用途和不同的名字。在深山（山巴）中所製成的鬼孩經常更強大。